# Estación de Tolosa-Centro
Tolosa-Centro (en euskera Tolosa-Erdia) es un apeadero ferroviario situado en el municipio español de Tolosa en la provincia de Guipúzcoa, comunidad autónoma del País Vasco. Forma parte la línea C-1 de la red de Cercanías San Sebastián operada por Renfe.  

## Situación ferroviaria
La estación se encuentra en el punto kilométrico 576,803 de la línea férrea de ancho convencional  que une Madrid con Hendaya a 87,78 metros de altitud. El tramo es de vía doble y está electrificado.

## Historia
La estación fue inaugurada el 1 de septiembre de 1863 con la puesta en marcha del tramo Beasáin-San Sebastián de la línea radial Madrid-Hendaya. Su explotación inicial quedó a cargo de la Compañía de los Caminos de Hierro del Norte de España quien mantuvo su titularidad hasta que en 1941 fue nacionalizada e integrada en la recién creada RENFE. Desde el 31 de diciembre de 2004 Renfe Operadora explota la línea mientras que Adif es la titular de las instalaciones ferroviarias.

## La estación
El apeadero de Tolosa-Centro se encuentra a poco más de un kilómetro de la estación principal. Se compone de dos andenes laterales ligeramente curvados y de dos vías. Cada andén dispone de su respectivo refugio aunque tienen la particularidad de ser totalmente distintos. El refugio del andén usado en dirección a Tolosa es una amplia estructura de piedra que reposa sobre dos hileras de siete pilares situados en paralelo. En cambio el refugrio del andén usado en dirección a San Sebastián conserva su diseño original en forma de pequeña caseta parcialmente cerrada y recubierta por un tejado de teja.

## Servicios ferroviarios

### Cercanías
Los trenes de cercanías de la Línea C-1 son los únicos que se detienen en la estación. 